# Skärtjärnen (Lima socken, Dalarna, 678367-133951)
Skärtjärnen är en sjö i Malung-Sälens kommun i Dalarna och ingår i Göta älvs huvudavrinningsområde. Sjön har en area på 0,0544 kvadratkilometer och ligger 466,2 meter över havet. Vid provfiske har elritsa och öring fångats i sjön.

## Delavrinningsområde
Skärtjärnen ingår i det delavrinningsområde (678544-134151) som SMHI kallar för Ovan Sittån. Medelhöjden är 510 meter över havet och ytan är 12,51 kvadratkilometer. Räknas de 2 avrinningsområdena uppströms in blir den ackumulerade arean 95,08 kvadratkilometer. Gröna som avvattnar avrinningsområdet har biflödesordning 2, vilket innebär att vattnet flödar genom totalt 2 vattendrag innan det når havet efter 534 kilometer. Avrinningsområdet består mestadels av skog (65 procent) och sankmarker (22 procent). Avrinningsområdet har 0,05 kvadratkilometer vattenytor vilket ger det en sjöprocent på 0,2 procent.